# Evangelische Kirche auf dem Altenberg

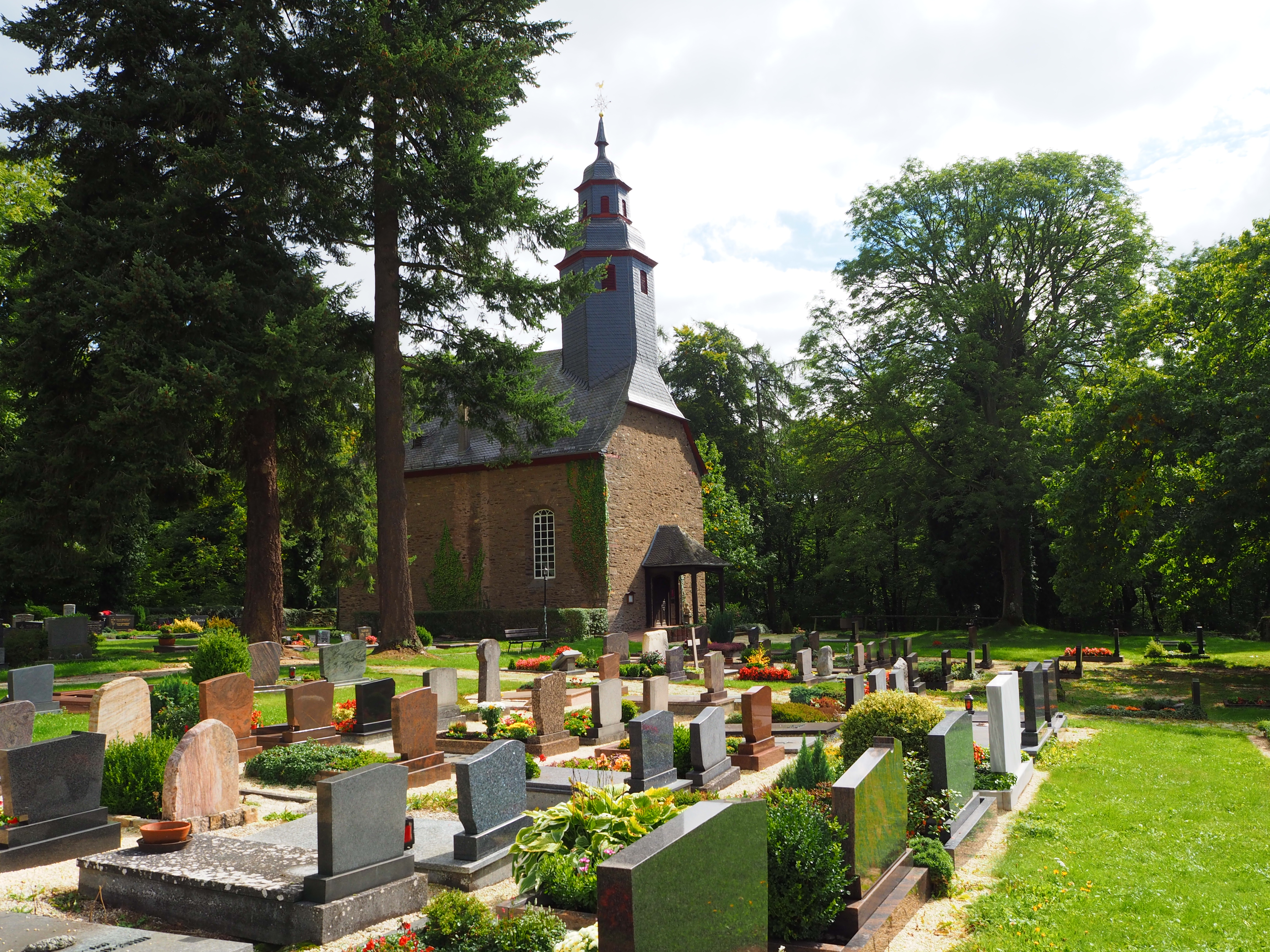
Evangelische Kirche auf dem Altenberg

Die Evangelische Kirche auf dem Altenberg ist ein denkmalgeschütztes Kirchengebäude, das auf dem Altenberg nahe dem ehemaligen Kloster Gronau steht. Es ist die Pfarrkirche von Grebenroth, einem Ortsteil der Gemeinde Heidenrod im Rheingau-Taunus-Kreis in Hessen. Die Kirche wird von der Kirchengemeinde Egenroth im Dekanat Rheingau-Taunus in der Propstei Rhein-Main der Evangelischen Kirche in Hessen und Nassau betreut.

## Beschreibung
Die heutige Saalkirche mit dreiseitigem Schluss im Osten wurde 1747/48 an Stelle des Vorgängerbaus von 1698 gebaut. Aus dem schiefergedeckten Satteldach des Kirchenschiffs erhebt sich im Westen ein sechseckiger Dachreiter, der mit einer glockenförmigen Haube bedeckt ist, die von einer Laterne bekrönt wird. Hinter den Klangarkaden befindet sich der Glockenstuhl, in dem eine Kirchenglocke von 1378 hängt. 
Die Kanzel, das Altarkreuz und die Emporen stammen aus der Bauzeit. Der Schalldeckel war bereits im Vorgängerbau vorhanden. Die Orgel wurde 1757 von Johann Wilhelm Schöler gebaut.